# Giro del Belgio 1948
Il Giro del Belgio 1948, trentaduesima edizione della corsa, si svolse in cinque tappe tra il 18 e il 23 maggio 1948, per un percorso totale di 1 115 km e fu vinto dal belga Stan Ockers.
A causa della concorrenza del Giro d'Italia, vide una partecipazione quasi esclusivamente di corridori belgi.

## Tappe
| Tappa  | Data      | Percorso                 | km    | Vincitore di tappa | Leader cl. generale |
| ------ | --------- | ------------------------ | ----- | ------------------ | ------------------- |
| 1ª     | 18 maggio | Bruxelles > Blankenberge | 187   | Henri Van Kerkhove |                     |
| 2ª     |           | Blankenberge > Mons      | 201   | André Declerck     |                     |
| 3ª     |           | Mons > Bertrix           | 236   | Maurice Mollin     |                     |
| 4ª     |           | Bertrix > Charleroi      | 272   | Léon Jomaux        |                     |
| 5ª     | 23 maggio | Charleroi > Bruxelles    | 219   | André Declerck     | Stan Ockers         |
| Totale | Totale    | Totale                   | 1 115 |                    |                     |

## Dettagli delle tappe

### 1ª tappa
- 13 maggio: Bruxelles > Blankenberge – 187 km

Risultati
| Pos. | Corridore           | Squadra       | Tempo    |
| ---- | ------------------- | ------------- | -------- |
| 1    | Henri Van Kerckhove | Garin-Wolber  | 5h19'12" |
| 2    | Gérard Buyl         | Dossche Sport | a 8"     |
| 3    | Constant Lauwers    | Erka-Dunlop   | a 18"    |

### 2ª tappa
- Blankenberge > Mons – 201 km

Risultati
| Pos. | Corridore      | Squadra       | Tempo    |
| ---- | -------------- | ------------- | -------- |
| 1    | André Declerck | Bertin-Wolber | 5h43'40" |
| 2    | Gérard Buyl    | Dossche Sport | s.t.     |
| 3    | Albert Sercu   | Bertin-Wolber | a 12"    |

### 3ª tappa
- Mons > Bertrix – 236 km

Risultati
| Pos. | Corridore       | Squadra       | Tempo    |
| ---- | --------------- | ------------- | -------- |
| 1    | Maurice Mollin  | Huyberechts   | 6h52'45" |
| 2    | Jacques Geus    | Rochet-Dunlop | s.t.     |
| 3    | Raymond Impanis | Alcyon-Dunlop | s.t.     |

### 4ª tappa
- Bertrix > Charleroi – 272 km

Risultati
| Pos. | Corridore      | Squadra       | Tempo    |
| ---- | -------------- | ------------- | -------- |
| 1    | Léon Jomaux    | Elvé          | 8h00'22" |
| 2    | Louis Michiels | Rochet-Dunlop | a 3"     |
| 3    | André Declerck | Bertin-Wolber | a 6"     |

### 5ª tappa
- Charleroi > Bruxelles – 219 km

Risultati
| Pos. | Corridore      | Squadra       | Tempo    |
| ---- | -------------- | ------------- | -------- |
| 1    | André Declerck | Bertin-Wolber | 6h08'00" |
| 2    | René Mertens   | Erka-Dunlop   | s.t.     |
| 3    | Jean Engels    | Dardenne      | s.t.     |

## Classifiche della corsa

### Classifica generale
| Pos. | Corridore        | Squadra       | Tempo     |
| ---- | ---------------- | ------------- | --------- |
| 1    | Stan Ockers      | Garin-Wolber  | 32h11'02" |
| 2    | Lucien Matthys   | Alcyon-Dunlop | a 2'44"   |
| 3    | André Declerck   | Bertin-Wolber | a 3'24"   |
| 4    | Gérard Buyl      | Dossche Sport | a 4'29"   |
| 5    | Albrecht Ramon   | Groene Leeuw  | a 5'56"   |
| 6    | René Janssens    | Erka-Dunlop   | a 8'11"   |
| 7    | Edward Van Dijck | Garin-Wolber  | a 8'27"   |
| 8    | Roger Missine    | Celta         | a 9'00"   |
| 9    | Louis Michiels   | Rochet-Dunlop | a 11'58"  |
| 10   | André Rosseel    | Alcyon-Dunlop | a 12'07"  |